# Rambuteau (metropolitana di Parigi)
Rambuteau è una stazione della linea 11 della metropolitana di Parigi.

## Accessi
La stazione dispone di quattro accessi:
- Centre Georges Pompidou: una scala fissa ed una mobile al 21, rue Beaubourg
- Rambuteau: scala al 22, rue Beaubourg
- Geoffroy l'Angevin: scala al 20, rue Beaubourg
- r. du Grenier Saint-Lazare: scala al 1, rue du Grenier-Saint-Lazare.

## Interscambi
- Bus RATP - 29, 38, 47, 75
- Noctilien - N12, N13, N14, N23